# Multinationale
Pour les articles homonymes, voir FMN, STN et FTN.
 (mars 2013).
Une multinationale – aussi appelée firme multinationale (FMN), société transnationale (STN) ou firme transnationale (FTN) – est une entreprise active et implantée dans plusieurs pays grâce aux filiales qu'elle détient. Le terme désigne généralement de grands groupes, bien qu'il puisse aussi concerner des petites ou moyennes entreprises.

## Définitions
Une firme transnationale est une entreprise qui a son siège social dans un pays d'origine et qui a créé des filiales dans un pays étranger.
Une société multinationale est une société qui produit des effets économiques dans plusieurs pays. C'est-à-dire que les actionnaires ne viennent pas du même pays ou qu'elle implante ses sièges dans deux ou plusieurs pays. Selon Charles-Albert Michalet, la multinationalisation d'une entreprise répond à cinq déterminants principaux :
- La recherche d'un accès direct aux matières premières, notamment durant la colonisation.
- Le besoin de contourner certaines entraves à l'échange. Il s'agit par exemple de produire sur le marché où le produit sera consommé afin de ne pas être affecté par les tarifs douaniers à l'importation.
- La recherche de débouchés extérieurs à la suite de l’intensification de la concurrence sur le marché intérieur. De plus, dès lors qu’une firme adoptera cette stratégie, elle sera probablement imitée par les firmes concurrentes.
- La perte d’un avantage technologique sur le marché national peut contraindre les entreprises à le produire à l’étranger, à moindre coût, afin de pouvoir continuer à le produire de façon rentable.
- La recherche de coûts du travail plus faibles.

Charles-Albert Michalet définit une multinationale comme une entreprise « le plus souvent de grande taille, qui, à partir d'une base nationale, a implanté à l'étranger plusieurs filiales dans plusieurs pays, avec une stratégie et une organisation conçues à l'échelle mondiale ». Cathal J. Nolan, professeur d'histoire à l'université de Boston, insiste sur les « capitaux, biens et technologies extrêmement flexibles » de ces entreprises qui « pensent globalement », qui n'ont « pas de loyauté spécifique » et qui prennent leurs « décisions selon des questions d'économie d'échelle, de politique fiscale et de rapatriement des profits ».
Le CETIM définit ses sociétés comme « personnes juridiques de droit privé, avec une implantation territoriale multiple mais un centre unique de décisions stratégiques ».
.Dans le même sens, René Sandretto la définit comme une « firme généralement de grande taille, dont l'organisation et la gestion sont le plus souvent centralisées, développant leur activité productive grâce à des filiales implantées dans plusieurs pays ».
On estime leur nombre à 80 000, pour 840 000 filiales et 75 000 000 de salariés. Elles représentent les 2/3 du commerce mondial. Leur nombre a considérablement augmenté depuis 1990 qui était alors de 37 000.

## Raisons du développement d'une firme multinationale

### Protectionnisme
Dans un article de 1957, Robert Mundell démontre que l’investissement des entreprises à l’étranger constitue une réponse aux pratiques protectionnistes.
En effet, la politique protectionniste vise le plus souvent à protéger les entreprises nationales non performantes de leurs concurrentes étrangères. Suivant les lois de l’offre et de la demande, l’entrave créée à l’importation, combinée à l’incapacité des entreprises nationales à répondre à la demande, contribuent à créer une situation de rareté encline à provoquer une hausse importante des prix des produits concernés. Il devient alors intéressant pour les entreprises étrangères de s’installer sur le territoire afin de profiter de ses prix élevés.

### Cycle de vie des produits
Selon Raymond Vernon (International Investment and International Trade in the Product Cycle, 1966) la stratégie mondiale des firmes est à mettre en parallèle avec le cycle de vie des produits qu’elles proposent.
- Dans un premier temps, le produit tout juste conçu doit être testé : le marché national est alors le plus indiqué. Ce dernier doit suffire à tirer profit d’une nouveauté du fait de l’absence de concurrents. De plus le prix élevé de ce produit inédit correspond justement au niveau de vie du marché national (on considère que les entreprises innovantes sont celles des pays riches).
- Arrivant à un stade de maturité, l’entreprise sur le point de perdre l’exclusivité sur le produit est incitée à le vendre sur les marchés étrangers avant l’arrivée de ses futurs concurrents. Le produit, s’il connaît un important succès est produit en des quantités plus importantes ce qui provoque une baisse de son prix. Il devient donc accessible aux consommateurs de pays moins aisés.
- Lorsque le produit atteint un stade de standardisation et se banalise, l’entreprise se doit d’en délocaliser la production dans les pays à bas salaires pour le réexporter par la suite dans les pays riches. Elle peut éventuellement aussi en délocaliser la production dans d’autres pays riches qui profiteraient d’avantages technologiques, le tout étant de réduire le plus possible les coûts de production dans un contexte de concurrence sur les prix.

Plus tard, Raymond Vernon rajoutera que les entreprises produisant un même produit voient leur part du marché domestique se stabiliser et sont réduites à en grignoter des parts insignifiantes. Elles se doivent donc de conquérir les marchés étrangers afin de poursuivre leur croissance, l’acquisition et l’implantation de filiales (de production ou de distribution locale) implantées sur le marché visé permettent d’accroître l’efficacité de cette nouvelle stratégie.

## Classement
La plupart des multinationales sont originaires des pays développés. Il y a par exemple Hilton (États-Unis), Bombardier (Canada), Schlumberger (France), Virgin (Royaume-Uni), Santander (Espagne), Fiat (Italie), Nestlé (Suisse), Ikea (Suède), ArcelorMittal (Luxembourg), Siemens (Allemagne), Red Bull (Autriche) et Honda (Japon).
Cependant, depuis le début du XXIe siècle, les multinationales des pays émergents gagnent des places dans la hiérarchie mondiale ; ainsi, on pouvait en recenser 47 dans le classement Fortune Global 500 en 2006, contre 19 en 1990. Les plus importantes sont Hutchison Whampoa (Hong Kong), Petronas (Malaisie), Singtel (Singapour) ou Samsung (Corée du Sud). Les pays du Sud ont représenté en 2005 13 % des fusions-acquisitions.

## Historique

### Origines
Les multinationales existent depuis des centaines d'années. Ainsi la compagnie Orientale des Indes, fondée en 1602, peut-être considérée comme une multinationale. C'est cependant vers la fin des années 1970 que ces sociétés sont montées en puissance et en nombre.
L'organisation de l'Église catholique est multinationale depuis plus longtemps encore, mais celle-ci n'est pas considérée comme à but lucratif, ne distribuant pas de dividendes.

### Montée en puissance
Au début des années 1980, selon la Conférence des Nations unies sur le commerce et le développement (CNUCED), on comptait 7 000 multinationales. En 2002 elles étaient 83 000 contrôlant 810 000 filiales employant 80 millions de personnes et représentant 80 % des flux commerciaux mondiaux. De même, les IDE, investissements directs à l'étranger, sont passés de 1 600 milliards de dollars en 1990 à 6 600 milliards en 2001[réf. nécessaire].
Certaines firmes sont désormais considérées comme étant comparables à des États. Selon le Programme des Nations unies pour le développement (PNUD), en 1999, financièrement, la société américaine Ford équivalait à la Norvège, et les japonaises Mitsui et Mitsubishi respectivement à l'Arabie saoudite et à la Pologne. À cette époque, sur les 100 premiers acteurs économiques mondiaux, 55 étaient des multinationales.
Ces analogies ne sont pas forcément très pertinentes. Johan Norberg, économiste suédois, les remet en cause en faisant remarquer qu'une comparaison entre le produit intérieur brut (PIB) et le chiffre d'affaires (CA) n'est pas significative[réf. nécessaire]. En effet, le PIB prend uniquement en compte la valeur finale, alors que le CA ne rend pas compte de ce qui a été produit en dehors de l'entreprise.
Les multinationales jouissent d'un poids très important comparées aux États dans certains domaines. Ainsi, en 2000, 208 milliards USD ont été envoyés vers les pays en développement par ces entreprises contre seulement 53 par les États[réf. nécessaire].
De plus, la tendance de ces firmes est à la concentration, par le moyen de fusions ou d'acquisitions. Ainsi l'importance des plus grandes multinationales comparée à toutes les autres s'accroît, augmentant leur influence individuelle.
Les multinationales sont les vecteurs incontournables de la globalisation économique et financière. Leur rôle est devenu si important que l'on parle au début du XXIe siècle de « diplomatie triangulaire »[réf. nécessaire] (Susan Strange), c'est-à-dire de relations entre gouvernements, entreprises et entreprises-gouvernements. Pour Robert Cox, la puissance n'est pas simplement une question de souveraineté, d'armée ou de territoires, mais une combinaison complexe d'ordres économiques et sociaux basés sur les modes spécifiques de productions[réf. nécessaire].

### Tendances et perspectives
Au début du XXIe siècle, deux tendances sont à considérer. Tout d'abord, la transnationalisation n'est plus le monopole des grandes firmes, puisque de plus en plus de PME pensent directement à s'implanter sur un marché multinational. Ensuite, des multinationales venant de pays émergent commencent à peser sur l'économie mondiale. Il y a par exemple, le cas de Mittal et Arcelor en 2005-2006.

## Rapports entre les multinationales et les États
En 1957, Robert Mundell définit les multinationales comme une réponse aux pratiques protectionnistes des États[réf. nécessaire]. Il s'agissait de créer des filiales au sein de pays étrangers afin de contourner leurs politiques douanières restrictives. On peut aller plus loin en considérant le phénomène de transnationalisation comme un moyen pour les firmes de fuir, ou plutôt d'éviter, les risques liés aux États, espace national de production unique et de dépendance juridique, économique, sociale et politique.

### Facteur de puissance
Si on se réfère à la première définition, qui insistait sur le caractère centralisé des multinationales, c'est-à-dire stipulant que ces dernières possèdent le plus souvent un centre principal de décision, l'État peut avoir une influence sur celles-ci et les utiliser comme instruments. Ainsi, dans Rival States, Rival Firms, Susan Strange et J. M. Stopford affirment que « quel que soit l'internationalisation de ses opérations, » une société « appartient, psychologiquement et sociologiquement, à sa région d'origine. Dans le pire des cas, ses directeurs accepteront toujours les souhaits et ordres des gouvernements qui ont édité leurs passeports et ceux de leurs familles. »
Dans le même registre, Estrella Tolentino pense que « la nation d'origine influence la capacité de ses firmes à réussir dans certaines industries. » Il existe des cas où cette mainmise de l'État est plus évidente, notamment en France, où de grandes entreprises publiques sont des multinationales, comme EDF, ou Renault avant sa privatisation.

### Menaces
Les multinationales peuvent être considérées comme des menaces pour les États. En effet, les multinationales créent leur propre espace économique, indépendamment des États, et leur flexibilité leur permet d'exploiter les disparités de législations sociales ou environnementales, de mettre ces derniers en concurrence. La souveraineté des États est alors soumise aux stratégies globales des plus grandes multinationales. Concrètement, l'aménagement d'un port dépend désormais, au XXIe siècle, moins des plans décidés par le gouvernement que ceux des chargeurs, armateurs ou opérateurs des multinationales.
Ces sociétés peuvent alors exploiter massivement les ressources naturelles d'un pays, ou relocaliser leurs activités les plus polluantes vers les États les moins regardants. En cas de fraudes, il est difficile de les réprimer, car leurs activités illicites sont souvent installées entre deux ordres juridiques peu capables de les sanctionner. Le droit international sur le commerce n'ayant pas quant à lui la possibilité (ou même la volonté) de les atteindre, et les ordres juridiques internes étant limités par des frontières internationales imperméables aux enquêtes et aux poursuites.
En plus d'influencer les États par un lobbying, elles peuvent avoir recours à de la corruption. Cela peut aller de la corruption d'agents publics en vue de l'obtention d'un marché, à de la capture d'État. Dans cette dernière, la corruption a lieu le plus en amont possible de la décision, au niveau de la législation. Ces faits ne sont pas le seul fait de ces entreprises, mais dans les pays pauvres du sud, ces pratiques sont très fréquentes (voire obligatoire pour avoir accès à des marchés ou services essentiels). Sur le lobbying, il ne faut pas oublier que ce n'est que l'action d'orienter les décisions de l'État, et donc dans les lobbys, nous pouvons inclure les : syndicats patronaux, les syndicats de salariés, les ONGs, les associations, les entreprises (dont les entreprises multinationales), etc. Le lobbying est un fait normal en démocratie, mais tout n'est pas autorisé ou moral : le fait de payer/corrompre, d'offrir des services en vue de convaincre un homme politique, etc.
Mohammed Bedjaoui va même jusqu'à parler de « puissance faustienne » des multinationales, dont les pouvoirs vont jusqu'au contrôle de gouvernements (république bananière) ou même jusqu'à renverser un régime qui leur est défavorable. La chute du régime de Salvador Allende au Chili en 1973 est ainsi due en grande partie à la participation d'International Telephone and Telegraph (ITT).[réf. nécessaire]
Plus généralement, l'organisation et l'importance de ces sociétés créent une « interdépendance globale », ce qui entraîne forcément une perte d'autonomie des États. En effet, il faut plus de coordination entre États, mais cela tient plus du fait du libre-échange dont les entreprises multinationales en sont les conséquences. Et là, il faut noter que le libre-échange est bénéfique, y compris pour les pays pauvres.

### Conflits
Face à cette menace, une résistance unilatérale des États s'est mise en place, par des mesures financières ou en allant parfois jusqu'aux nationalisations. En se basant sur une déclaration onusienne de 1952 reconnaissant « aux pays insuffisamment développés le droit de disposer de leurs richesses naturelles », 1 639 procédures de nationalisations ont été lancées entre 1960 et 1975.
En plus de ces mesures unilatérales, des réponses multilatérales ont été données. Cependant, leur caractère souvent facultatif les a rendues peu efficaces. Dans cette optique plus globale, en 1974 est créée une commission des multinationales, qui deviendra en 1994 la « commission de l'investissement international et des sociétés transnationales ». En 1976, l'Organisation de coopération et de développement économiques (OCDE) lance un « code de bonne conduite à l'intention des entreprises multinationales ».
L'Organisation internationale du travail (OIT) adopte une « déclaration tripartite sur les principes concernant les entreprises multinationales et la politique sociale » ; celle-ci pose les principes de respect de la souveraineté du pays d'accueil, du respect des droits de l'homme et du respect de l'investissement. Plus récemment, en 1999, Kofi Annan a proposé un pacte mondial (Global Pact) aux firmes ajoutant, en plus de la précédente déclaration, un volet environnemental. Mais ces mesures voulant réguler l'activité des multinationales ne sont que des souhaits, et rien n'obligera ces firmes à les respecter.
Cependant, certaines mesures prises à des niveaux régionaux peuvent s'avérer contraignantes pour les multinationales. L'Union européenne interdit les ententes concertées ou les abus de position dominante. En 2008 et en 2009, Microsoft a été contrainte de changer sa politique en raison de fortes amendes européennes.

### Coopérations
Alec Stone Sweet souligne comment les quarante dernières années ont vu la mise en place d'un système privé de gouvernance transnationale, ce qu'il appelle la nouvelle Lex mercatoria. Selon lui, les acteurs du système, c'est-à-dire les multinationales, leurs avocats, les arbitres internationaux et les legal academics (« intellectuels du milieu juridique »), ont évolué vers l'utilisation de principes « a-nationaux » de contrats et d'un système de cours de justice privée pour organiser et réguler les échanges commerciaux transfrontaliers. Les États sont vus ici comme des freins, des coûts supplémentaires pour les entreprises, et sont alors utilisés uniquement si nécessaires. Les États ont alors adapté leurs lois à cette nouvelle Lex Mercatoria en augmentant l'autonomie des firmes.
Les États ont désormais la volonté d'aider les multinationales. Concernant leurs activités à l'étranger, leurs gouvernements d'origine les soutiennent dans l'obtention de nouveaux marchés : par exemple, au début du XXIe siècle, le président français tient régulièrement le rôle de « super VRP » lors de ses déplacements. En cas de crise, l'État d'origine va protéger les investissements de ses multinationales comme il aura tendance à protéger ses ressortissants. Le cas de la Côte d'Ivoire, en 2004, en est un exemple.
De même, les États vont désormais tout faire pour attirer les investissements de ces multinationales sur leurs territoires. C'est dans ce sens que sont créées des zones franches, ou des sociétés mixtes ouvertes aux capitaux étrangers. Des infrastructures, comme des autoroutes ou des aéroports, sont construits pour faciliter l'implantation de filiales de ces entreprises. C'est une diplomatie de persuasion à leur intention qui est mise en place.
Dans un autre sens, il y a une augmentation de la redevance financière versée à l'État d'accueil pour la vente des matières premières. L'heure du conflit semble s'éloigner. Ainsi entre 1975 et 1985, seules 47 procédures de nationalisations ont été mises en place, contre 1 639 durant les quinze années précédentes.
Selon S. Strange et J. Stopford, c'est une interdépendance mutuelle qui s'est créée entre les multinationales et les États. Ces derniers cherchent alors la coopération des dirigeants de ces multinationales, même si cela se fait toujours dans les contraintes (économiques, sociales, historiques…) de chaque pays.
Plus concrètement, des États ont désormais passé des contrats avec des firmes étrangères pour que ces dernières s'occupent du développement de nombreuses activités. Les gouvernements font appel à ces sociétés afin de réduire leurs coûts d'infrastructures et de recherche. C'est particulièrement le cas dans les domaines de l'agroalimentaire, de la chimie, ou de l'informatique. Cela va même jusqu'au domaine militaire, où l'exemple de l'A400M est un cas de coopération entre les États européens pour soutenir la multinationale EADS.
Au début du XXIe siècle, les États s'affrontent pour s'attirer les bonnes grâces de ces multinationales. Pour J. Stopford et S. Strange, « les États sont désormais en compétition plus pour des moyens de créer de la richesse sur leur territoire que pour de la puissance sur un plus grand territoire. Là où ils avaient l'habitude de se concurrencer pour de la puissance comme un moyen d'obtenir des richesses, ils se concurrencent désormais plus pour des richesses comme un moyen de puissance ». Et ces multinationales sont le secteur principal des transferts de capitaux, et donc de richesses.

### Législations encadrant les multinationales sur leurs activités et responsabilités à l'étranger
En France, la Loi sur le devoir de vigilance des sociétés mères donneuses d’ordre a été adoptée par l'Assemblée nationale le 21 février 2017, après quatre ans de débat, et qui concerne les entreprises françaises ou installées en France d’au moins 5 000 salariés (10 000 pour les filiales de groupes étrangers). Mais un recours au Conseil constitutionnel de la part d'une soixantaine de députés et autant de sénateurs du parti politique Les Républicains, qui représentaient environ 200 entreprises qui étaient farouchement opposées au texte, a fini par retoquer, le 23 mars 2017, une grande partie du texte, en particulier le fait d'infliger des amendes qui pouvaient atteindre jusqu’à 10 millions d’euros d’amende, voire 30 millions si l’absence de plan débouchait sur un préjudice (pollution d’un cours d’eau, accidents du travail), avec publication possible de la sanction. Néanmoins, demeurent notamment dans la loi « l’obligation [...] d’établir un plan de vigilance, [...] et la possibilité pour le juge d’engager [la] responsabilité [de la société] en cas de manquement à ses obligations ». Le texte avait été relancé après l’effondrement du Rana Plaza au Bangladesh en 2013, où il y eut 1 127 morts et environ 2 500 rescapés.
En Suisse, l'Initiative populaire « Entreprises responsables – pour protéger l'être humain et l'environnement »  a été déposée en octobre 2016. Le 29 novembre 2020, elle recueille 50,7 % des suffrages exprimés ; mais seuls 8 1/2 des cantons l'acceptent et 12 5/2 la rejettent. L'initiative échoue donc à obtenir la double majorité du peuple et des cantons.
En droit international, il incombe aux états de réguler les activités des multinationales et d'assurer le respect des droits humains selon toutes les jurisprudences et textes de droit internationaux des organes de traité de l'ONU.

### Paradis fiscaux
Selon la Conférence des Nations unies sur le commerce et le développement, « les grandes multinationales possèdent chacune en moyenne près de soixante-dix filiales dans des paradis fiscaux. [...] Les multinationales américaines ont déclaré 80 milliards de dollars de bénéfices aux Bermudes en 2012, soit plus que les bénéfices déclarés au Japon, en Chine, en Allemagne et en France cumulés. »

### Taxation minimale des multinationales
Le 30 octobre 2021, les dirigeants du Groupe des vingt (G20) entérinent à Rome la taxation minimale des multinationales de 15%  avec l’objectif d’une mise en œuvre à horizon 2023.

## Impact

### Chiffres et études
Les multinationales représentent la majorité des échanges entre États (ces échanges sont aussi bien l'œuvre de multinationales que d'échanges entre particuliers et entreprises étrangères, ou entreprises de pays différents).

### Critiques théoriques des firmes multinationales

#### École néo-réaliste
Pour Robert Gilpin, 
« les entreprises multinationales sont effectivement l'expression de l'expansionnisme américain et ne peuvent être séparées des objectifs plus larges de la politique extérieure américaine ; les liens de sécurité entre les États-Unis et l'Europe occidentale facilite l'expansion outre-Atlantique des entreprises américaines; la Pax Americana fournit le cadre politique à l'intérieur duquel ces activités économiques et transnationales ont lieu. »
Dans l'école néo-réaliste, les multinationales n'existent que grâce et pour les États, et ne serait donc pas des acteurs autonomes. Ce sont des légions au service des États.
L'inégalité entre le Nord et le Sud va alors en grandissant, puisque les grands États, comme les États-Unis, ont la possibilité de peser sur les multinationales, tandis que les États faibles se retrouvent démunis. Susan Strange parle d'une « asymétrie grandissante entre les États forts dotés d'un pouvoir structurel et les États faibles qui en sont démunis ».

#### École de la dépendance
Les multinationales sont un objet privilégié de l'approche dépendantiste. Celles-ci participent activement à l'exploitation de la périphérie de la périphérie (main-d’œuvre des pays du tiers monde, matières premières, sols, etc.) par le centre du centre (décideurs des firmes, gouvernements des pays occidentaux) avec l'aide du centre de la périphérie (dirigeants des filiales, gouvernements corrompus) et de la périphérie du centre (consommateurs).
Les multinationales peuvent être vues comme les tentacules de la domination capitaliste, comme une promotion du pouvoir privé contre le pouvoir public. Ainsi peut-on observer un phénomène de dénationalisation des économies de la périphérie, tandis qu'en 1999, 90 % des sièges des multinationales étaient présents dans la triade États-Unis, Europe et Japon.
Ces multinationales permettent aussi la diffusion d'un mode de consommation parfois inadapté. L'exemple du lait en poudre en Afrique subsaharienne est représentatif dans ce domaine. Cette diffusion culturelle pourra ensuite auto-entretenir cette domination par la création de besoins nouveaux au sein des populations de la périphérie.
Les multinationales semblent le plus souvent agir dans l'intérêt du centre. Ainsi l'industrie pharmaceutique consacre 0,2 % de sa recherche à la tuberculose, alors que cette dernière représente 18 % des maladies à l'échelle mondiale. Pourtant, une grande partie de la fabrication de médicaments provient des ressources minérales et génétiques des pays du Sud.

#### Débat
Pour Bertrand Badie, la mondialisation est la mise en œuvre de quatre processus : la globalisation financière, l'organisation mondiale de la production, la libre circulation des marchandises et l'instantanéité de l'information. À cette vue, les multinationales ont sans doute un rôle majeur dans cette transformation récente du monde.
Elles sont souvent l'objet de débats passionnés. Certains y voient une source de richesses, et se réjouissent de l'homogénéisation politique et de l'interdépendance économique mondiale qu'elles entraînent, y voyant un facteur de croissance et de paix. D'autres y voient les vecteurs d'une exploitation grandissante des pays du Sud au profit d'une classe mondiale privilégiée, responsables de l'inégalité grandissante entre les riches et les pauvres. Noam Chomsky qualifie les multinationales de « tyrannies privées » et d'« institutions totalitaires » dans la mesure où elles exercent un pouvoir de plus en plus important en dehors de tout contrôle démocratique.

### Filmographie
- The Corporation (Les multinationales, la recherche pathologique du profit et du pouvoir), 2003. Mark Achbar et Jennifer Abbot. Big Picture Media Corporation, Canada.
- Les Conséquences sociopolitiques de la mondialisation en Afrique noire, 2007. Madeleine Mukamabano. La Société des Nations du jeudi 1er novembre 2007, France Culture.